# 라디오스타 (울산방송)
문지영의 라디오스타는 ubc Green FM에서 매주 일요일 아침 9시부터 오전 11시까지 방송되는 라디오 프로그램이다.

## DJ
- 문지영